# Mimudea poliosticta
Mimudea poliosticta là một loài bướm đêm trong họ Crambidae.